# Chasse en France
 (juillet 2009).
Si vous disposez d'ouvrages ou d'articles de référence ou si vous connaissez des sites web de qualité traitant du thème abordé ici, merci de compléter l'article en donnant les références utiles à sa vérifiabilité et en les liant à la section « Notes et références ».

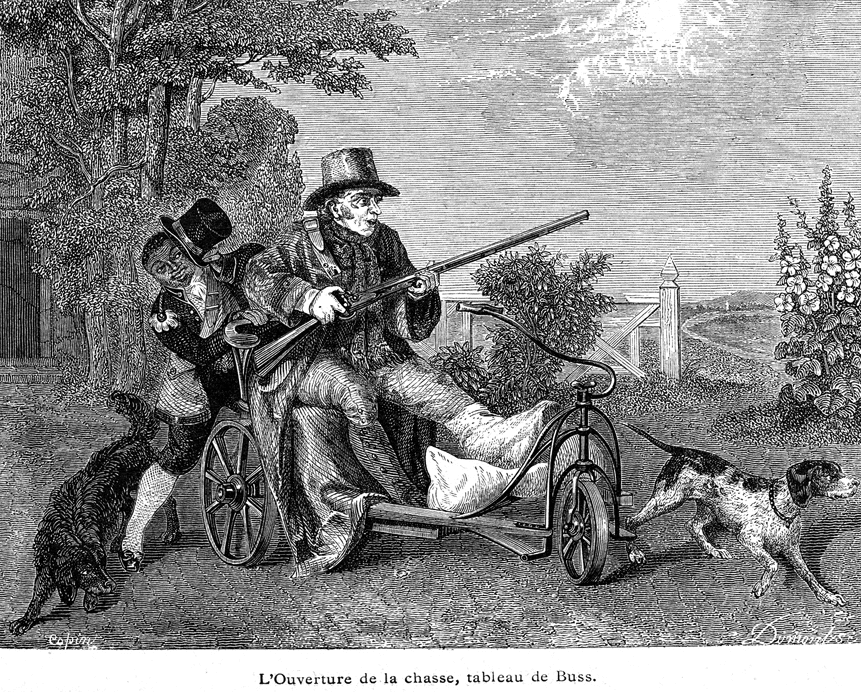
L'Ouverture de la chasse, peinture de Buss reproduite en estampe dans Les Musées chez soi.

Cet article résume les faits marquants de l'histoire de la chasse en France et traite des enjeux reliés à la chasse dans ce pays.
La chasse est pour certains nécessaire, du fait de la quasi-absence de grands prédateurs naturels (outre l'homme), du réchauffement climatique, de l'extension urbaine et de la forte resilience de certaines espèces et de leur impact sur la flore,,,.
La chasse est une activité réglementée, correspondant à la rubrique « 0170Z (Chasse, piégeage et services annexes) » de la Nomenclature d'activités française (version 2008). Bien pratiquée, elle permet la regulation des espèces par les prélèvements annuels demandés et le tir sanitaire des individus malades, le maintien de la biodiversité, le dédommagement des cultures détruites, la dépollution des milieux naturels, le suivi et la connaissance approfondie de la faune sauvage. Cependant, certains chasseurs ne respectent pas ou peu la réglementation,,,,.
Différentes formes de chasse en France font aujourd'hui l'objet de nombreuses critiques et de débats entre les chasseurs, qui entendent poursuivre ou faire évoluer les traditions de chasse, et d'autres acteurs, dont certains écologistes, qui entendent en réguler les modalités voire en sortir progressivement.

## Histoire

### Moyen Âge
Au Moyen Âge, la chasse était de plus en plus devenue un privilège de la noblesse et des dignitaires de l'État ou du clergé. À cette époque s'est formalisé ce privilège : la chasse au grand gibier était réservée aux nobles et le petit gibier (lièvres, volatiles) laissé au reste de la population. Certaines zones étaient réservées pour les chasses royales. Les capitaineries de chasse sont créées sous le règne de François Ier.
En France, au Moyen Âge et sous l'Ancien Régime, la chasse est un plaisir de gentilhomme et un privilège seigneurial. Les rois sont grands chasseurs et entretiennent des équipages importants. Être admis aux chasses du roi est un des plus grands honneurs de la Cour.
Le seigneur haut-justicier a ce droit dans l'étendue de sa haute-justice, le seigneur local dans sa seigneurie. Les roturiers n'ont pas ce droit sauf s'ils ont acheté un fief, une seigneurie ou une haute-justice (ordonnance sur les eaux et forêts de 1669). Les seigneurs ecclésiastiques, les dames hautes-justicières, les nobles âgés sont tenus de faire chasser afin de réduire le surplus de gibier nuisible aux cultures (ordonnance de juillet 1701).
Les braconniers sont craints surtout à cause de l'éventualité du port d'arme. Les contrevenants sont sévèrement punis. L'édit de 1601 prévoit l'amende et le fouet pour la première infraction, le fouet et le bannissement pour la première récidive, les galères et la confiscation des biens à la seconde récidive, la mort en cas de troisième récidive. L'ordonnance de 1669 écarte la peine de mort. Les garde-chasse n'ont pas le droit au fusil.
Pour permettre l'existence du gibier, il est interdit de moissonner avant la Saint-Jean, d'enlever les chardons, d'enclore par des murs les terres. Il faut planter des haies d'épines" auprès des forêts royales. Il est interdit de tuer les lapins sauf sous la direction des agents des eaux et forêts (les capitaineries).
Afin de protéger le travail des paysans et les récoltes, les chasseurs ne doivent pas passer dans les terres ensemencées et lorsque les céréales sont en "tuyaux". Les vignes sont interdites de chasse du 1er mai jusqu'aux vendanges. Mais ces interdictions sont peu observées. Le privilège de chasse est un des plus haïs par les paysans.

## Législation française

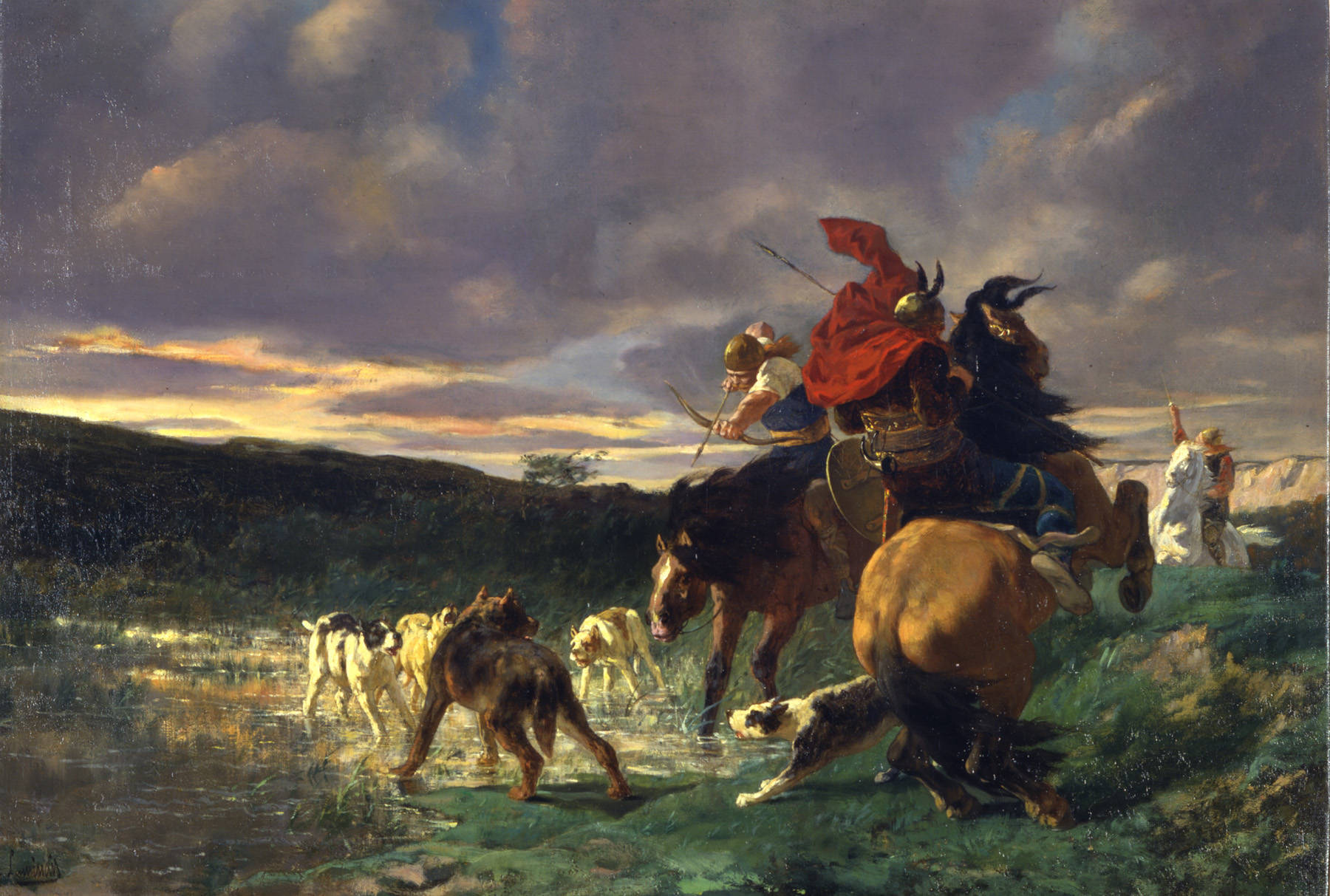
Évariste-Vital Luminais, Mérovingiens attaquant un chien sauvage. Dahesh museum of art.

Avec la Révolution française, la chasse s'est popularisée en Europe. Avec les vagues de colonisations, les modes de chasse par arme à feu se sont développées sur tous les continents et elle reste une pratique plutôt rurale, qui tend à être de plus en plus encadrée (permis de chasser, licence, plans de chasse, droits de chasse…) qui alimente une économie importante (jusqu’à 70 % des revenus forestiers et couramment au moins 50 % en France).
De nombreux écrits sont depuis l’Antiquité consacrés aux techniques cynégétiques et de piégeage. La notion de droit de chasse est évoquée pour la première fois dans le recueil de coutumes des Francs Saliens (riverains de la Sala ou Yssel) écrit sous Clovis (époque mérovingienne) et dénommé ultérieurement « loi salique ». L'évolution de ce concept s'est articulée alternativement à travers des périodes de permissivité et de restriction, voire de prohibition.
Le privilège du droit de chasse de la noblesse instauré par une ordonnance de 1396, relayé ultérieurement par un droit de chasse exclusif du propriétaire terrien et la constitution de vastes réserves de chasse pour « les plaisirs du roi » (les capitaineries) constitueront les règles essentielles pendant près de quatre siècles jusqu'à la Révolution conduisant à l'abolition des privilèges dans la nuit du 4 août 1789. Les paysans se mettent dès lors à chasser le gibier dans les réserves royales et tuer en masse les lapins des garennes (réserves destinées à la reproduction des lièvres) qui font de gros dégâts aux potagers. Une loi est rapidement mise en place pour limiter cette chasse dès 1790 : seuls les propriétaires ont droit de chasse (le fusil est ainsi dans la main de personnes solvables pouvant payer des amendes en cas de délit de chasse).
En réalité, ce qui a été aboli à la suite de la nuit du 4 août, c'est le droit de chasse exclusif. Même si le droit de chasse continue à être considéré comme un attribut du droit de propriété, le principe de la liberté de chasser se substitue au droit exclusif. C'est ce qui explique qu'en 1844, le Parlement adoptera une solution de compromis qui permet à tous de chasser avec l'accord tacite du propriétaire.
La loi du 3 mai 1844 constitue encore, à l'heure actuelle, le fondement de l'organisation de la chasse dans son ensemble. Le gibier est alors considéré comme objet de cueillette et nul ne songe, à l'époque, à en gérer les effectifs, ni à en protéger les biotopes. Cette législation a largement perduré depuis, complétée par diverses dispositions adoptées au cours du XXe siècle. Cette loi a défini notamment les périodes légales de chasse (en fonction de la reproduction des animaux), le permis de chasse et autorise seulement la chasse à tir avec arme à feu et la chasse à courre.
La création d'institutions spécialisées (Conseil supérieur de la chasse, Fédération de chasseurs) intervient en 1941. L'ancienne administration des Eaux et Forêts institue en 1956 un plan de tir contractuel dans certains départements par l'intermédiaire du cahier des charges des adjudications de chasse en forêt domaniale. Parallèlement l'Association nationale des chasseurs de grand gibier, présidée à l'époque par François Sommer, engage une campagne de réflexion sur les principes d'une utilisation de la faune sauvage à des fins cynégétiques, mais aussi dans un esprit éthique et sportif (la chasse du grand gibier restant à cette époque aristocratique aussi bien dans l'esprit que dans les pratiques), ce qui aboutit en 1963 à la loi sur le plan de chasse (loi 63-754 du 30 juillet 1963). Cet outil, attribué par chaque préfet qui fixe, pour un territoire et une période donnée, un quota d'animaux à prélever (selon le nombre, le sexe et l'âge), a pour but initial la préservation et de le développement de la grande faune sauvage qui a été décimée pendant et après la Seconde Guerre mondiale, puis est devenu un programme de régulation visant non plus à gérer la pénurie mais l'abondance, afin d'atteindre l'équilibre agro-sylvo-cynégétique.
Facultatif dans un premier temps et applicable qu'à certains départements volontaires et pour un nombre limité d'espèces de grand gibier, celui-ci a mis quinze ans pour atteindre sa vitesse de croisière avant d'être rendu obligatoire aux termes de l'article 17 de la loi 78-1240 du 29 décembre 1978 pour l'exercice de la chasse du cerf, du chevreuil, du daim et du mouflon. Il faudra attendre un arrêté du 31 juillet 1989 pour que le plan de chasse soit étendu au chamois et à l’isard. Le plan de chasse du petit gibier (bécasses, pigeons, faisans, perdrix rouge, lièvres, etc.) est institué par l'article 56 de la loi d'adaptation agricole du 30 décembre 1988.
La structuration des territoires se profile à travers la loi 64-696 du 10 juillet 1964, dite « loi Verdeille » relative à la création des associations communales et intercommunales de chasse agréées. L'instauration d'un dispositif administratif d'indemnisation des dégâts de grand gibier voit le jour en 1969. L'obligation de satisfaire à un examen préalable à la délivrance du permis de chasser intervient en 1975. Ces évolutions du droit national ont été accompagnées de la conception et de la mise en application d'un droit international et communautaire relatif à la conservation de la faune sauvage, et singulièrement de l'avifaune migratrice.
En droit, la chasse est définie comme un prélèvement artificiel sur la faune terrestre. La loi Verdeille définit l'acte de chasse comme « tout acte volontaire lié à la recherche, à la poursuite ou à l'attente du gibier ayant pour but ou pour résultat la capture ou la mort de celui-ci » (article L.420-3 du Code de l'environnement).
En France est « interdit l’emploi pour le tir des ongulés de toute arme à percussion annulaire ainsi que celui d’armes rayées à percussion centrale d’un calibre inférieur à 5,6 mm ou dont le projectile ne développe pas une énergie minimale à 1 kilojoule à 100 mètres ». L'utilisation de ces cartouches est possible sur les « nuisibles »[réf. nécessaire].
Le 14 septembre 2022, la mission du Sénat sur la sécurité de la chasse créée après une pétition à la suite d'un accident mortel, se prononce contre l'instauration nationale de jours sans chasse, prônant des mesures pour favoriser la "cohabitation" chasseurs/non-chasseurs.

## Espèces chassées
Il y a en tout 89 espèces chassables sur le territoire français plus que dans n'importe quel autre pays.
Les espèces d'oiseaux chassées sont au nombre de 64, contre 24 en moyenne en Europe. Vingt de ces espèces chassables sont menacées de disparition (Grand Tétras, Perdrix bartavelle, Lagopède alpin, ainsi que 17 espèces migratrices). Malgré ce chiffre bien au dessus de la moyenne européenne, la France ne profite pas d'un plus grand nombre d'oiseaux ; on y chasse deux fois plus d'espèces par rapport à la richesse spécifique du pays que dans l'Union européenne.

### Tableau de chasse
Selon les bilans de la Fédération nationale des chasseurs et l'ONCFS pour la saison 2013-2014, le tableau de chasse des chasseurs français comprend trente millions d'animaux tués au fusil annuellement. Près de la moitié (15 millions) sont des oiseaux sauvages, dont 5 millions de pigeons ramiers, 1,5 million de grives musiciennes et 740 000 bécasses. Près d'un tiers (10 millions) viendrait des 1 500 élevages adhérents du Syndicat national des producteurs de gibiers de chasse qui produisent annuellement 14 millions de faisans (dont 3 millions sont tués annuellement), 5 millions de perdrix grises et rouges, 1 million de canards, 100 000 lapins de garenne, 40 000 lièvres, 10 000 cerfs et 7 000 daims. Quatre millions sont des mammifères, surtout du petit gibier (près d'1,5 million de lapins de garenne, 1,2 million de canards colvert et 450 000 renards) et dans une proportion moindre du grand gibier, dont 700 000 sangliers, 600 000 chevreuils et 63 000 cerfs élaphe.
Selon Madline Reynaud, directrice de l'Association pour la protection des animaux sauvages, les animaux d'élevage destinés à la chasse sont lâchés à l'ouverture de la saison de chasse « dans l'immense majorité des cas », ce qui ne laisserait pas le temps aux animaux de se reproduire et viendrait infirmer l'idée que les chasseurs souhaiteraient « créer des populations sauvages » et « compenser les pertes de biodiversité dues à l'agriculture intensive », comme l'affirme Thierry Coste. Cette affirmation est confirmée par l'Agence nationale de sécurité sanitaire de l'alimentation, de l'environnement et du travail, qui indiquait dans un rapport de 2016 que « les mortalités liées à la chasse ont généralement lieu dans les heures et jusqu'à quelques jours suivant les lâchers ».

## Sociologie des chasseurs

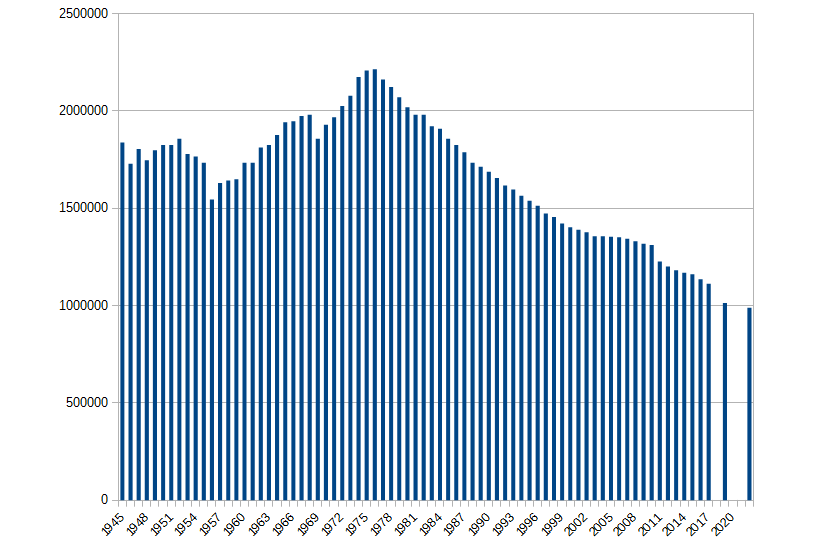
Évolution du nombre de permis de chasse en France. Les données de 2018, 2020 et 2021 ne sont pas connues.

### Chasseurs
Au cours de la saison 2016-2017, la Fédération nationale des chasseurs dénombrait 1,140 million permis validés,. Jusqu'à la saison 2019-2020, il était possible qu'un chasseur détienne plusieurs validations départementales. À partir de la saison 2019-2020, et la réforme du permis de chasser, la baisse de prix de la validation nationale rend inutile cette double validation. Ainsi, à compter de là, un chasseur détient soit une validation départementale, soit une validation nationale.
Le nombre de chasseurs a décru depuis le maximum de 2 219 051 en 1976 jusqu'à 963 571 en 2023.
Les chasseurs sont essentiellement masculins (97,8 %), d'âge médian 55 ans. Leur sociologie est la suivante, :
| Profession                 | Proportion |
| Cadre, profession libérale | 36,3 %     |
| Employé                    | 23,4 %     |
| Ouvrier                    | 15,1 %     |
| Artisan, commerçant        | 9,4 %      |
| Agriculteur                | 8,5 %      |
| Profession intermédiaire   | 6,8 %      |
| Étudiant                   | 0,5 %      |

Le budget moyen annuel d'un chasseur est de 2 847 € dans la période 2014-2016 d'après le BIPE.
Les demandes de validations nationales pour la saison 2019-2020 ont fortement augmenté au détriment des validations départementales, le prix du permis national ayant été réduit de moitié par Emmanuel Macron, ce qui suscite l’inquiétude des défenseurs des animaux.

### Accidents
Le nombre d'accidents recensés par l'ONCFS puis l'OFB, compris entre 100 et 200 par an ainsi que le nombre de morts sont globalement orientés à la baisse en tendance longue (même si le chiffre exceptionnellement bas de la saison 2020/2021 est à prendre avec réserve, l'activité cynégétique ayant été affectée par la crise sanitaire),,,. La plupart de ces accidents sont dus à un « manquements aux règles élémentaires de sécurité »,,,. Ces chiffres sont à rapporter à la baisse du nombre de chasseurs durant cette période.

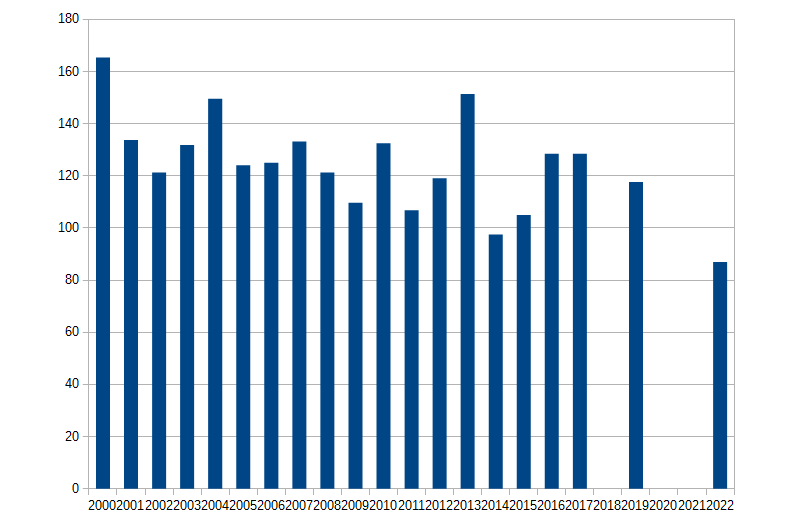
Nombre d'accidents de chasse par million de chasseur.

| Période   |  | Total |  | Mortels |
| --------- |  | ----- |  | ------- |
| 1999-2000 |  | 232   |  | 39      |
| 2000-2001 |  | 186   |  | 23      |
| 2001-2002 |  | 167   |  | 31      |
| 2002-2003 |  | 179   |  | 27      |
| 2003-2004 |  | 203   |  | 29      |
| 2004-2005 |  | 168   |  | 26      |
| 2005-2006 |  | 169   |  | 24      |
| 2006-2007 |  | 179   |  | 22      |
| 2007-2008 |  | 163   |  | 15      |
| 2008-2009 |  | 146   |  | 22      |
| 2009-2010 |  | 174   |  | 19      |
| 2010-2011 |  | 131   |  | 18      |
| 2011-2012 |  | 143   |  | 16      |
| 2012-2013 |  | 179   |  | 21      |
| 2013-2014 |  | 114   |  | 16      |
| 2014-2015 |  | 122   |  | 14      |
| 2015-2016 |  | 146   |  | 10      |
| 2016-2017 |  | 143   |  | 18      |
| 2017-2018 |  | 113   |  | 13      |
| 2018-2019 |  | 131   |  | 7       |
| 2019-2020 |  | 136   |  | 11      |
| 2020-2021 |  | 80    |  | 7       |
| 2021-2022 |  | 90    |  | 8       |
| 2022-2023 |  | 78    |  | 6       |
| 2023-2024 |  | 97    |  | 6       |
| 2024-2025 |  | 100   |  | 11      |

## Opposition et controverses
Selon Héloïse Fradkine, sociologue à l’Observatoire sociologique du changement (Sciences Po/CNRS) et auteure d’une thèse sur le monde de la chasse, « la montée de l'opposition à certaines pratiques de chasse [...] date du milieu des années 1970 », en raison notamment de la montée en puissance des préoccupations environnementales et animalistes, de la recomposition des catégories sociales venues habiter dans les zones rurales, plus enclines à un « usage contemplatif de la nature », et le fait que moins de gens ont des chasseurs parmi leurs proches.

### Sécurité pour les autres«usagers de la nature»
En avril 2021, la chasse étant, selon la Fondation Brigitte-Bardot, le seul loisir à provoquer la mort de non-participants, cette dernière lance une campagne d'affichage dénonçant les accidents de chasse diffusée sur 1 500 panneaux à travers la France, nommée « Chasseurs, sauvez des vies, restez chez vous » en référence aux messages gouvernementaux lors de la pandémie de Covid-19. En réaction à cette campagne, une plainte pour « incitation à la haine et diffamation » est déposée par la fédération départementale de Charente-Maritime. Selon l'Office national de la chasse et de la faune sauvage (ONCFS), 410 personnes sont tuées par des chasseurs en France entre 1999 et 2019 et au moins 2 792 accidents de chasse sont recensés pendant la même période.

### Une«fonction régulatrice»discutée
Une campagne publicitaire lancée en 2018 par la Fédération nationale des chasseurs les présente comme les « premiers écologistes de France », notamment pour leur rôle qualifié d'« indispensable » à la régulation des espèces. Ce rôle est contesté puisqu'un tiers des animaux tués serait issu d'élevages et que l'argument de régulation porte surtout sur les espèces de gros gibier déprédateur (sangliers, chevreuils, cerfs élaphe qui ont fait l'objet de réintroduction à partir des années 1950, dans un objectif cynégétique, à l'origine de leur prolifération) qui ne représentent que 5 % du tableau de chasse national.
En 2023, une revue d'études scientifique, faite par la Fondation pour la recherche sur la biodiversité (FRB), basée sur 47 publications scientifiques dans divers pays européens, conclue que « Les évaluations scientifiques sur les effets des prélèvements d'espèces indigènes susceptibles d'occasionner des dégâts (ESOD) sur la réduction de dégâts sont inexistantes ou ne montrent que peu de résultats positifs ». Ce travail a inclus le putois (qui ne figure plus parmi les ESOD à la suite d'une décision du Conseil d'État, et le blaireau qui en France est « emblématique de la lutte contre les nuisibles » ; il ne concerne pas les espèces introduites telles que le rat musqué ou le ragondin, ni les ongulés (sources de dégâts en forêt notamment), mais il repose la question de l'intérêt des dérogations accordées aux chasseurs pour la destruction de belettes, fouines, martres, renard roux, corbeau freux, corneille noire, pie bavarde, geai des chênes et étourneau sansonnet, espèces que le Gouvernement venait de reclasser en ESOD pour trois ans, ce qui permet leur destruction par tir, piégeage ou déterrage toute l'année sur la plus grande partie du pays. Le Code de l'environnement dispose que le classement en ESOD doit être justifié par au moins l'un des 4 motifs suivants : intérêt sanitaire ou de sécurité publique ; protection de la flore et de la faune ; prévention des dommages aux activités agricoles, forestières et aquacoles ; ou la prévention des dommages à d'autres formes de propriétés. Or : 
1. Seuls les effets des prélèvements des ESOD sur la réduction des dégâts sur la santé humaine et des troupeaux, et sur la prédation sur la faune sauvage et cynégétique font l'objet d'évaluation dans la littérature scientifique. Aucune étude portant sur l'effet de ces prélèvements sur les dégâts relatifs aux activités agricoles ni à la propriété privée n'a été retrouvée, alors qu'ils représentent une part importante des déclarations de dégâts, et entrainent le classement de ces espèces jugées comme responsables ;
2. la majorité des études concernent le renard roux, la corneille noire ou la pie bavarde et moindrement la belette. Aucune publication disponible ne montre qu'éliminer la martre des pins ou l'étourneau a un effet positif alors que la liste ESOD inclut encore ces deux espèces ;
3. 70 % des études sur les dégâts sur la faune concluent les prélèvement d'ESOD n'ont aucun effet significatif en termes de réduction de prédation sur la faune ?[34]

Cette étude relance le débat sur l'intérêt et la légitimité du classement de des espèces comme « nuisibles » ; selon la FRB, « dans un contexte d'effondrement de la biodiversité, recourir aux destructions d'espèces devrait être justifié par l'urgence à agir pour empêcher un dégât que des critères objectifs et mesurables évalueraient comme grave. Mais, également justifié par l'absence de mesures alternatives, et après avoir fait la preuve de l'efficacité de la destruction sur la réduction des dégâts ».

### Nourrissage, abreuvage, hybridation et lâchers de sangliers
Les chasseurs ont lâché dans la nature, et ce des années durant (à partir de la fin des années 1960), des sangliers croisés en captivité avec des porcs domestiques (une pratique désormais interdite), tout en épargnant les femelles reproductrices, et approvisionné les animaux en eau et en nourriture, provoquant ainsi une très forte augmentation de leur nombre,,,. Le naturaliste Pierre Rigaux souligne que « le nombre faramineux de sangliers abattus chaque année est la conséquence mal maîtrisée d’une volonté politique et historique de disposer d’une abondance d’animaux à tuer. Les chasseurs ont maintenant le beau rôle, celui de régulateurs de sangliers, justifiant plus largement dans l’inconscient collectif leur rôle de régulateur de la faune sauvage ».
Bien que cette pratique soit désormais interdite et passible d'une peine de 3 ans d'emprisonnement et 150 000 euros d'amende, des élevages clandestins à destination des chasseurs sont encore régulièrement démantelés par les gendarmes,,,,.

### Déclin d'espèces menacées
La chasse favorise le déclin de certaines espèces menacées de disparition mais non protégées en France, comme le lapin de garenne, le lièvre variable, le putois d'Europe et une trentaine d’espèces d’oiseaux (tourterelle des bois, huîtrier pie, lagopède alpin, courlis cendré, etc.). Les données sont par ailleurs lacunaires concernant le nombre d’animaux abattus : « Ce n’est pas sans conséquence. On chasse et on piège des animaux sans connaître leurs effectifs. C’est ainsi que des campagnes de tirs de renards ou de blaireaux sont régulièrement menées sur la base d’arrêtés préfectoraux arguant la prolifération de ces animaux, sans que personne dispose d’aucun chiffre, tant sur les effectifs vivants que sur ceux éliminés au cours des campagnes précédentes ». La chasse exerce également une pression sur la biodiversité en général, du fait par exemple de la « pollution génétique » ou de la pollution au plomb, qui altère notamment la reproduction des oiseaux.
En 2020, sur les 82 espèces animales autochtones pouvant être chassées, 31 sont « menacées » ou « quasi-menacées » de disparition sur le territoire métropolitain (dont 27 espèces d'oiseaux).

### Pollution au plomb
Un rapport de recherche de l'INSERM datant de 1999 mentionne que 8 000 tonnes de plomb seraient déversées chaque année dans la nature par les chasseurs,. Des données datant de 2012 de l'Agence européenne des produits chimiques évoquent environ 21 000 tonnes dans l'Union européenne chaque année (14 000 dans les zones terrestres et 7 000 dans les zones humides),.
Le 21 août 2020, à l'occasion de l'ouverture de la chasse au gibier d'eau, l'Office français de la biodiversité a relevé « une soixantaine » d'infractions pour l'utilisation de cartouches au plomb (interdit en zone humide depuis 2005) lors de missions de contrôle dans les Hauts-de-France, bien que les chasseurs en aient été prévenus préalablement.

### Polémique sur la vénerie sous terre («déterrage» des blaireaux)
Dans la plupart des départements français, il existe un mode de chasse dit « déterrage », dont le but est d'attraper le blaireau enterré au fond de son trou, en creusant pour atteindre une chambre du terrier et en utilisant des chiens spécialement dressés pour mettre le blaireau à l'accul, c'est-à-dire le coincer au fond de son trou. Le blaireau est ensuite extrait de son terrier à l'aide de pinces puis tué par le chasseur avec un fusil ou à l'arme blanche. Certains déterreurs reconstruiront le terrier au mieux pour pouvoir revenir déterrer et tuer d'autres blaireaux l'année suivante.
Le déterrage est jugé être une pratique cruelle et irréfléchie et par conséquent est remis en cause par des défenseurs de la cause animale, dont plusieurs associations ainsi que par des députés. Le déterrage est dénoncé comme donnant lieu à des pratiques choquantes dans des rapports officiels comme celui en 2016 du Conseil Scientifique du Patrimoine Naturel et de la Biodiversité selon lequel "Certaines méthodes utilisées pour éliminer les blaireaux sont particulièrement choquantes : […] assommer les blaireaux et blaireautins à coups de pelle à leur sortie du terrier la nuit ou après les avoir déterrés violemment" et de rajouter : "Quel que soit le motif invoqué pour abattre des animaux, cet abattage doit être réalisé dans des conditions dignes de l’homme et de sa responsabilité envers le monde vivant qui l’entoure. Un dégât aux cultures ou un risque infectieux ne justifient en aucun cas l’emploi de méthodes violentes, ne tenant pas compte de la souffrance animale. Il en va de la responsabilité des autorités de mettre en œuvre, en cas de nécessité avérée, une politique de contrôle soucieuse de considérations éthiques" .
De plus, le blaireau peut parfois se faire mordre par les chiens. Il reste pour autant une tradition cynégétique, dénommée plus exactement « vénerie sous terre ». Lors de cette chasse, l'animal est attrapé par des pinces métalliques présentées par les déterreurs comme « non vulnérantes » mais qui peuvent lui infliger de terribles blessures et, si le chasseur le veut, le blaireau est ensuite tué à la dague ou sinon au fusil. Pour certains, il s'agit d'une destruction aveugle, et pour d'autres d'une simple activité de chasse. En effet, les blaireaux ne sont pas classés parmi les animaux nuisibles mais sont tout de mème susceptibles d'être chassés en France. Environ 75 000 chasseurs participent à ces chasses. Dans les pays voisins — Angleterre, Irlande, Allemagne, Belgique, Pays-Bas, Espagne, Portugal, Italie, Grèce... — le blaireau y est au contraire une espèce protégée donc non chassé. Le 15 mai 2020, à l'initiative du député Loïc Dombreval, 21 députés ont signé une lettre à Madame Elisabeth Borne, ministre de la transition écologique et solidaire, pour demander de mettre fin au déterrage des blaireaux et le 8 juin 2020, 62 députés ont signé une tribune demandant plus généralement l'abandon des chasses « traditionnelles ». Le 15 juillet, une proposition de loi visant l'interdiction de la vénerie sous terre est déposée par Bastien Lachaud, député La France insoumise de Seine-Saint-Denis, et cosignée par 26 députés.
Néanmoins le déterrage reste la seule chasse possible pour limiter la prolifération du blaireau et les dégâts qu'il peut occasionner aux cultures et pour éviter les risques de transmission de la tuberculose au bétail. En effet cet animal est essentiellement nocturne et passe ses journées sous terre, sa chasse autrement qu'au terrier est donc impossible . De plus le blaireau n'est pas piégeable car il n'entre pas dans la liste des ESOD Liste des espèces susceptibles d'occasionner des dégâts en France, la liste des seules espèces piégeables...

### Chasse en enclos
La pratique de la chasse en enclos, où les animaux (souvent issus d'élevage) sont enfermés dans des espaces extérieurs clos puis tués, est dénoncée par de nombreuses voix, y compris au sein des chasseurs. En novembre 2019, l'ASPAS a racheté un enclos de chasse pour le transformer en réserve sauvage,.
Après 3 ans, le 2 mars 2023 avait lieu une réunion sur la gestion et le devenir du Domaine de Valfanjouse en mairie de Léoncel, la commune sur laquelle se trouve ce Domaine incluant l'enclos de chasse racheté par l'ASPAS. Étaient présents : la responsable de l'ASPAS, la vétérinaire de l'ASPAS, la Mairesse et ses adjoints, le Président de la société de chasse locale et le vice-Président de la Fédération des Chasseurs de la Drôme. Cette réunion faisait suite à des inspections ordonnées par la préfète de la Drôme. Le compte-rendu fait état, de malnutrition des animaux, entrainant : maladies; cannibalisme des sangliers qui dévorent les jeunes et les mères qui mettent bas; leur prédation sur les faons et biches mettant bas... ainsi que d'hybridation de cerfs échappés de l'enclos !,
Entre janvier et juillet 2021, quatre propositions de lois ont été déposées concernant la chasse en enclos. Certaines demandent d'interdire la pratique quand d'autres proposent plutôt de légiférer sur la pose de clôtures empêchant la libre‑circulation de la faune, comme c'est le cas en Sologne.